# Liste der Geotope im Landkreis Lüneburg
Die Liste der Geotope im Landkreis Lüneburg nennt die Geotope im Landkreis Lüneburg in Niedersachsen.
| Geotop-Nr. | Bezeichnung                          | Ort                                                                         | Bemerkung | Koordinaten                      | Bild             |
| ---------- | ------------------------------------ | --------------------------------------------------------------------------- | --- | -------------------------------- | ---------------- |
| 2629/01    | Binnendünen in der Elbmarsch         | Wege von der Gemeinde Bullendorf, Hohnstorf (Elbe)                          | Geotoptyp: Düne. Länge 300 m, Breite 100 m, Höhe 6 m. Stratigraphie: Quartär-Holozän. Petrographie: hellgelbe Feinsande.                                                                                         | 53° 20′ 58,2″ N, 10° 34′ 44,4″ O |                  |
| 2728/01    | Kalkberg Lüneburg                    | am Westrand der Altstadt von Lüneburg                                       | Geotoptyp: Aufschluss, subrosionsbedingt. Fläche 7,6 ha. Stratigraphie: Perm-Zechstein 2/4. Naturschutzgebiet NSG-LÜ 009 „Kalkberg“.                                                                             | 53° 14′ 57,8″ N, 10° 23′ 48,8″ O | weitere Bilder   |
| 2732/01    | Wanderdüne Stixe                     | Stixe, Gemeinde Amt Neuhaus                                                 | Geotoptyp: Wanderdüne, Flugsanddecke. Länge 100 m, Höhe 30 m. Stratigraphie: spätglaziale bis holozäne Binnendüne.                                                                                               | 53° 12′ 50,4″ N, 11° 2′ 38,4″ O  | Wanderdüne Stixe |
| 2826/04    | Findling „Heinbusch“ oder „Himbusch“ | 0,4 km SW Raven, in einem Gebüsch 250 m w der Straße nach Rolfsen, Egestorf | Geotoptyp: Findling. Länge 2,5 m, Breite 1,8 m, Höhe 05 m. Stratigraphie: Quartär. Petrographie: brauner Bändergneis. Naturdenkmal ND-WL 26.                                                                     | 53° 10′ 17,8″ N, 10° 9′ 16,2″ O  |                  |
| 2827/01    | Findling (Jahrhundertstein)          | 0,5 km Raven, N vom Opferberg, Soderstorf                                   | Geotoptyp: Findling. Länge 2 m, Breite 1,8 m, Höhe 0,7 m. Stratigraphie: Quartär. Petrographie: steckt halb im Boden, mittelkörniger, grauroter Granit. Naturdenkmal ND-LG 126                                   | 53° 7′ 55,2″ N, 10° 10′ 1,2″ O   | weitere Bilder   |
| 2827/08    | Findling Glüsingen                   | Betzendorf                                                                  | Geotoptyp: Findling. Länge 2,9 m, Breite 1,3 m, Höhe 1 m. Masse 7 t. Stratigraphie: Präkambrium bis Quartär. Petrographie:Granit, mittelkörnig, rötlichgrau: Oberfläche zeigt Gletscherschliff und Parabelrisse. | 53° 7′ 22,8″ N, 10° 18′ 50,4″ O  |                  |